# Tequila, Veracruz
Tequila är en ort i Mexiko.   Den ligger i kommunen Tequila och delstaten Veracruz, i den sydöstra delen av landet, 230 km öster om huvudstaden Mexico City. Tequila ligger 1 696 meter över havet och antalet invånare är 3 248.
Terrängen runt Tequila är bergig åt nordost, men åt sydväst är den kuperad. Runt Tequila är det ganska tätbefolkat, med 93 invånare per kvadratkilometer. Närmaste större samhälle är Orizaba, 13,9 km norr om Tequila. I omgivningarna runt Tequila växer i huvudsak blandskog.